# Korektně definovaný
Korektně definovaný výraz je v matematice takový výraz, jemuž definice přiřazuje jedinečnou interpretaci nebo hodnotu. V opačném případě se říká, že výraz není korektně definovaný, je špatně definovaný nebo nejednoznačný. Zobrazení nebo funkce jsou korektně definované, pokud dávají stejný výsledek, když se změní reprezentace vstupu bez změny hodnoty vstupu. Pokud například parametrem funkce {\displaystyle f} je reálné číslo, a, pokud {\displaystyle f(0.5)} není rovno {\displaystyle f(1/2)} pak {\displaystyle f} není korektně definované (a proto to není funkce). Termín korektně definovaný se může také používat pro vyjádření, že logický výraz je jednoznačný a není kontradikcí.
Funkce, která není korektně definovaná, není totéž jako funkce, která je nedefinovaná. Pokud například {\displaystyle f(x)={\frac {1}{x}}}, pak přestože {\displaystyle f(0)} není definováno, neznamená to, že funkce není definovaná korektně; pouze to znamená, že 0 není v definičním oboru funkce {\displaystyle f}.

## Příklad
Nechť {\displaystyle A_{0},A_{1}} jsou množiny a {\displaystyle A=A_{0}\cup A_{1}}. „Definujme“ {\displaystyle f:A\rightarrow \{0,1\}} jako {\displaystyle f(a)=0,} pokud {\displaystyle a\in A_{0}} a {\displaystyle f(a)=1,} pokud {\displaystyle a\in A_{1}}.
Funkce {\displaystyle f} je korektně definovaná, pokud {\displaystyle A_{0}\cap A_{1}=\emptyset \!}. Pokud například {\displaystyle A_{0}:=\{2,4\}} a {\displaystyle A_{1}:=\{3,5\}}, pak je {\displaystyle f(a)} definována korektně a rovna {\displaystyle \operatorname {mod} (a,2)}.
Pokud by však {\displaystyle A_{0}\cap A_{1}\neq \emptyset }, pak {\displaystyle f} by nebyla korektně definovaná, protože pro {\displaystyle a\in A_{0}\cap A_{1}} je {\displaystyle f(a)} „nejednoznačné“. Pokud například {\displaystyle A_{0}:=\{2\}} a {\displaystyle A_{1}:=\{2\}}, pak by {\displaystyle f(2)} muselo být 0 i 1, což ji činí nejednoznačnou. V důsledku toho funkce {\displaystyle f} není korektně definovaná a tedy to není funkce.

## “Definice“ jako anticipace definice
Pro odstranění uvozovek okolo „Definujme“ v předchozím jednoduchém příkladě, je možné „definici“ {\displaystyle f} rozdělit na dva logické kroky:
1. Definice binární relace. Např.
{\displaystyle f:={\bigl \{}(a,i)\mid i\in \{0,1\}\wedge a\in A_{i}{\bigr \}},}
(což není nic jiného než podmnožina kartézského součinu {\displaystyle A\times \{0,1\}}.)
2. Tvrzení. Binární relace {\displaystyle f} je funkce; v uvedeném příkladě
{\displaystyle f:A\rightarrow \{0,1\}.}

Zatímco definice v kroku 1 je formulována s volností jakékoli definice a je určitě platná (bez potřeby ji klasifikovat jako „korektně definovanou“), tvrzení v kroku 2 je třeba dokázat. Tj. {\displaystyle f} je funkce právě tehdy, když {\displaystyle A_{0}\cap A_{1}=\emptyset }, a v tomto případě je {\displaystyle f} korektně definovaná jako funkce.
Pokud by naopak množiny {\displaystyle A_{0}} a {\displaystyle A_{1}} nebyly disjunktní: {\displaystyle A_{0}\cap A_{1}\neq \emptyset }, pak pro {\displaystyle a\in A_{0}\cap A_{1}}, bychom dostali, že {\displaystyle (a,0)\in f} a zároveň {\displaystyle (a,1)\in f}, takže binární relace {\displaystyle f} není zobrazením a tedy není korektně definovaná jako funkce. Hovorově se „funkce“ {\displaystyle f} také nazývá nejednoznačnou v bodě {\displaystyle a} (i když podle definice žádná „nejednoznačná funkce“ neexistuje), a původní „definice“ je nesmyslná. 
 

Bez ohledu na tyto nepatrné logické problémy, je zcela běžné používat pro „definice“ tohoto druhu název definice (bez apostrofů), ze tří důvodů:
1. Poskytuje praktickou zkratku dvoustupňového přístupu.
2. Matematické vyvozování (tj. krok 2) je v obou případech stejné.
3. V matematických textech je tvrzení „na 100%“ pravdivé.

## Nezávislost na výběru reprezentanta
Pochybnosti o korektnosti definice funkce se často objevují, když se definice neodkazuje na samotné argumenty, ale na jejich prvky, které slouží jako reprezentanti. To bývá nevyhnutelné, když argumenty jsou třídy rozkladu, a když jsou v definici použiti reprezentanti tříd. Hodnota funkce nesmí záviset na výběru reprezentanta.

### Funkce s jedním argumentem
Uvažujme například funkci:
{\displaystyle {\begin{matrix}f:&\mathbb {Z} /8\mathbb {Z} &\to &\mathbb {Z} /4\mathbb {Z} \\&{\overline {n}}_{8}&\mapsto &{\overline {n}}_{4},\end{matrix}}}
kde {\displaystyle n\in \mathbb {Z} ,m\in \{4,8\}} a {\displaystyle \mathbb {Z} /m\mathbb {Z} } jsou celá čísla modulo m a {\displaystyle {\overline {n}}_{m}} označuje shodnost tříd n mod m.
Poznámka: {\displaystyle {\overline {n}}_{4}} je odkaz na prvek {\displaystyle n\in {\overline {n}}_{8}}, a {\displaystyle {\overline {n}}_{8}} je argument funkce {\displaystyle f}.
Funkce {\displaystyle f} je korektně definovaná, protože:
{\displaystyle n\equiv n'{\bmod {8}}\;\Leftrightarrow \;8{\text{ divides }}(n-n')\Rightarrow \;4{\text{ divides }}(n-n')\;\Leftrightarrow \;n\equiv n'{\bmod {4}}.}
Protipříkladem je opačná definice:
{\displaystyle {\begin{matrix}g:&\mathbb {Z} /4\mathbb {Z} &\to &\mathbb {Z} /8\mathbb {Z} \\&{\overline {n}}_{4}&\mapsto &{\overline {n}}_{8},\end{matrix}}}
která nevede k korektně definované funkci, protože například {\displaystyle {\overline {1}}_{4}} se v {\displaystyle \mathbb {Z} /4\mathbb {Z} } rovná {\displaystyle {\overline {5}}_{4}}, ale {\displaystyle {\overline {1}}_{4}} by funkce {\displaystyle g} zobrazila na {\displaystyle {\overline {1}}_{8}}, zatímco {\displaystyle {\overline {5}}_{4}} by bylo zobrazeno na {\displaystyle {\overline {5}}_{8}}, ale {\displaystyle {\overline {1}}_{8}} a {\displaystyle {\overline {5}}_{8}} nejsou v {\displaystyle \mathbb {Z} /8\mathbb {Z} } stejné.

### Operace
To, že je definice korektní se často prověřuje pro (binární) operace nad třídami ekvivalence. V tomto případě lze na operaci pohlížet jako na funkci dvou proměnných, a vlastnost být korektně definovaná je stejná jako v případě funkce. Například sčítání na množině celých čísel modulo nějaké n lze přirozeně definovat pomocí běžného sčítání celých čísel:
{\displaystyle [a]\oplus [b]=[a+b]}
Skutečnost, že tato operace je korektně definovaná, vyplývá z toho, že libovolného reprezentanta {\displaystyle [a]} můžeme zapsat jako {\displaystyle a+kn}, kde {\displaystyle k} je celé číslo. Proto
{\displaystyle [a]\oplus [b]=[a+kn]\oplus [b]=[(a+kn)+b]=[(a+b)+kn]=[a+b];}
Totéž platí pro libovolného reprezentanta {\displaystyle [b]}, díky čemuž je {\displaystyle [a+b]} stejné, bez ohledu na výběr reprezentanta.

## Korektně definovaný zápis
Pro reálná čísla je součin {\displaystyle a\times b\times c} jednoznačný, protože {\displaystyle (a\times b)\times c=a\times (b\times c)}; tedy řekneme, že zápis je korektně definovaný. Tuto vlastnost, známou jako asociativita násobení, zaručuje výsledek nezávisí na pořadí násobení; proto, specifikace posloupnosti lze vynechat. Odčítání operace je neasociativní; bez ohledu na that, existuje konvence, že {\displaystyle a-b-c} je zkratka za {\displaystyle (a-b)-c}, tedy je považovány za „korektně definovaný“. Na druhou stranu, dělení je neasociativní, a v případě výrazu {\displaystyle a/b/c}, nejsou konvence závorkování korektně určeny; proto je tento výraz často považován za chybně definovaný.
Na rozdíl funkcí lze nejednoznačnosti zápisu často překonat doplňující definicí (např. pravidly priority nebo stanovením asociativity operátoru). Například v programovacím jazyce C, operátor - pro odčítání je asociativní zleva doprava, což znamená, že a-b-c je definovaný jako (a-b)-c, a operátor = pro přiřazení je asociativní zprava doleva, což znamená, že a=b=c je definovaný jako a=(b=c). V programovacím jazyce APL existuje pouze jedno pravidlo: z zprava doleva – ale závorky poprvé.

## Jiná použití
Českému korektně definovaný odpovídá v angličtině obrat well-defined, který má v angličtině i další význam: O řešení parciální diferenciální rovnice řekneme, že je dobře definované, pokud je spojitě určeno okrajovými podmínkami.